# Tsukuba Express
La línia Tsukuba Express (en japonès つくばエクスプレス線 - Tsukuba Ekusupuresu-sen), o TX és una línia de la Metropolitan Intercity Railway Company que enllaça l'estació d'Akihabara a Chiyoda, Tòquio i l'estació de Tsukuba a la prefectura d'Ibaraki. La línia va inaugurar-se el 24 d'agost de 2005.
Durant les primeres etapes de la construcció, l'empresa constructora: Agència de Construcció, Transport i Tecnologia Ferroviària del Japó, o JRTT, així com els keiretsu empresarials i els associats en el sector públic, van comprar terrenys situats a l'alineació de la ruta. Finalment, tots els lots s'unirien, i la seva propietat es transferiria a l'operador ferroviari final, MIRC. La construcció de totes les estacions es va centrar en el tema del disseny universal.
La línia té 58.3 km i 20 estacions. Permet fer el recorregut d'Akihabara a Tsukuba en 45 minuts.

## Estacions
- Akihabara (秋葉原)
- Okachimachi(新御徒町)
- Asakusa (Tsukuba Express) (浅草)
- Minami Senju (南千住)
- Kita Senju (北千住)
- Aoi (青井)
- Rokucho (六町)
- Yashio (八潮)
- Misato Chuo (三郷中央)
- Minami Nagareyama (南流山)
- Nagareyama Central Park (流山セントラルパーク)
- Nagareyama Ōtaka-no-mori (流山おおたかの森)
- Kashiwa-no-ha campus (柏の葉キャンパス)
- Kashiwa Tanaka (柏たなか)
- Moriya (守谷)
- Miraidaira (みらい平)
- Midorino (みどりの)
- Bampaku Kinen Koen (万博記念公園)
- Kenkyu Gakuen (研究学園)
- Tsukuba (つくば)

## Transbordaments
- Akihabara : Yamanote, Keihin Tohoku, Chuo-Sobu, Tōkyō Metro Hibiya
- Shin Okachimachi: Toei Ōedo
- Minami Senju: línia Joban, Tōkyō Metro Hibiya
- Kita Senju: Joban, Tōkyō Metro Hibiya, Tōkyō Metro Chiyoda, Tobu Isesaki
- Minami Nagareyama: línia Musashino
- Nagareyama Ōtaka: Tobu Noda
- Moriya: Kanto Tetsudo Joso